# 日出町 (田原市)
日出町（ひいちょう）は、愛知県田原市の地名。19の小字が設置されている。

## 地理
旧渥美町南西部に位置する。東は堀切町、北西は伊良湖町に接する。

### 字一覧
字名は以下の通りである。
| - 植松（うえまつ） - 大越（おおこし） - 恋田（こいだ） - 耕田（こうだ） - 新屋敷（しんやしき） - 世戸畑（せどはた） - 中瀬古（なかぜこ） - 中畑（なかはた） - 長畑（ながばた） - 西瀬古（にしぜこ） | - 浜（はま） - 浜辺（はまべ） - 浜辺汐除地（はまべしおよけち） - 東瀬古（ひがしぜこ） - 骨山（ほねやま） - 本畑（ほんばた） - 又三畑（またさんばた） - 松山吹出（まつやまふきだし） - 山ノ岸（やまのきし） |

## 歴史

### 地名の由来
当地南側に位置する遠州灘に昇る日の出と地域の発展を関連させた瑞祥地名とみられる。

### 沿革
- 江戸時代 - 三河国渥美郡の幕府領の日出村として所在[7]。
- 元和元年 - 旗本間宮氏の知行地となる[7]。
- 元和5年 - 旗本戸田氏の知行地となる[7]。
- 元禄元年 - 戸田氏が大名へと転じたことにより、大垣新田藩領となる[7]。
- 明治22年 - 合併に伴い、伊良湖村大字日出となる[7]。
- 明治39年 - 合併に伴い、伊良湖岬村大字日出となる[7]。
- 昭和30年 - 合併に伴い、渥美町大字日出となる[7]。

## 世帯数と人口
2015年（平成27年）10月1日現在の世帯数と人口は以下の通りである。
| 町丁   | 世帯数  | 人口  |
| ------ | ------- | ----- |
| 日出町 | 149世帯 | 359人 |

### 人口の変遷
国勢調査による人口の推移
| 2005年（平成17年） | 435人 | [ 8 ] |  |
| 2010年（平成22年） | 400人 | [ 9 ] |  |
| 2015年（平成27年） | 359人 | [ 2 ] |  |

## 学区
市立小・中学校に通う場合、学区は以下の通りとなる。また、公立高等学校に通う場合の学区は以下の通りとなる。
| 番・番地等 | 小学校                 | 中学校             | 高等学校 |
| ---------- | ---------------------- | ------------------ | -------- |
| 全域       | 田原市立伊良湖岬小学校 | 田原市立福江中学校 | 三河学区 |

## 施設
- 日出の石門[5]
- 田原市立伊良湖小学校[5]（廃校）
- 八柱神社[5]
- 浄土宗帰命寺[5]
- 伊良湖ビューホテル

## その他

### 日本郵便
- 郵便番号 : 441-3623[3]（集配局：渥美郵便局[12]）。